# Шингал (село)
Шингал — село в Малосердобинском районе Пензенской области России. Входит в состав Липовского сельсовета.

## География
Село находится в южной части Пензенской области, в пределах южной части Приволжской возвышенности, в лесостепной зоне, вблизи истока реки Шингал, на расстоянии примерно 6 километров (по прямой) к западу от села Малая Сердоба, административного центра района. Абсолютная высота — 203 метра над уровнем моря.

### Климат
Климат характеризуется как умеренно континентальный, с относительно жарким летом и холодной продолжительной зимой. Средняя температура воздуха самого холодного месяца (января) составляет −13 °C; самого тёплого месяца (июля) — 20 °C. Продолжительность безморозного периода равна 140—150 дней. Годовое количество атмосферных осадков — 497 мм, из которых большая часть выпадает в тёплый период. Снежный покров держится в течение 130—140 дней.

### Часовой пояс
Село Шингал, как и вся Пензенская область, находится в часовой зоне МСК (московское время). Смещение применяемого времени относительно UTC составляет +3:00.

## Население
| 1835  | 1859  | 1877  | 1884  | 1897  | 1902  | 1911  |
| ----- | ----- | ----- | ----- | ----- | ----- | ----- |
| 434   | ↗563  | ↗771  | ↗951  | ↗1154 | ↗1157 | ↗1675 |
| 1914  | 1921  | 1925  | 1928  | 1935  | 1939  | 1959  |
| ↘1441 | ↗1583 | ↘1539 | ↗1637 | ↘1041 | ↘861  | ↘608  |
| 1970  | 1979  | 1989  | 1996  | 2002  | 2010  | 2021  |
| ↘488  | ↘294  | ↘146  | ↗150  | ↘125  | ↘62   | ↗64   |

### Национальный состав
Согласно результатам переписи 2002 года, в национальной структуре населения русские составляли 99 % из 125 чел.